# Турн
Турн (лат. Turnus) — в римской мифологии царь рутулов.

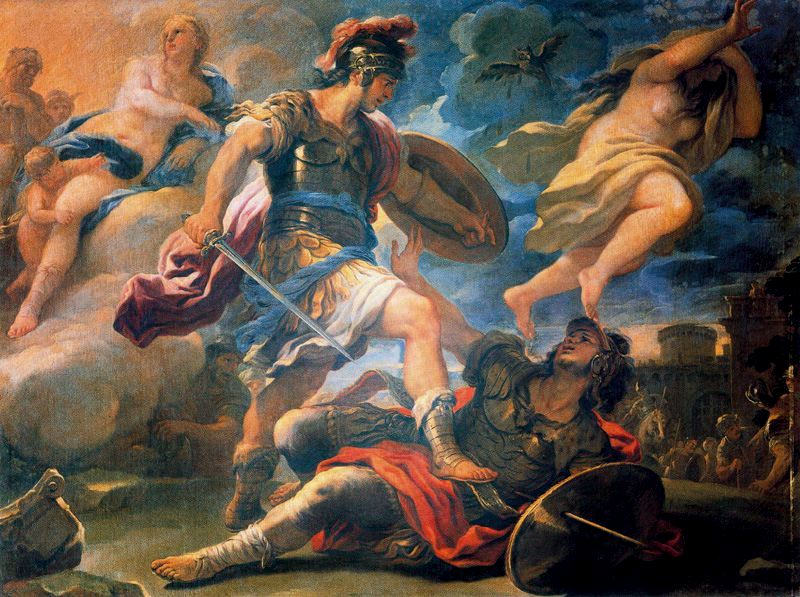

Праправнук Пилумна, женатого на Данае, дочери Акрисия. Племянник Аматы. Либо сын Главка и Венилии. По версии, его имя Тиррен, он был родственник Аматы, разбит Энеем.
Жених Лавинии, соперник Энея, убитый им в поединке после упорных сражений. Либо Турн покончил с собой.
Основной поэтический источник — «Энеида» Вергилия.